# 国民小学
国民小学（こくみんしょうがく）は、中華民国における初等義務教育を行う機関。正規教育課程の最初の段階と規定され、基礎教育の重要な部分を占めている。一般に6歳から12歳までを国民小学の学齢児童とし、この段階の修業年限は6年である。
義務教育6年制下においては国民学校（国校と略称）としていたが、1968年の義務教育9年制の施行に伴い国民小学（国小と略称）と改称された。

## 教育目標
国民小学の教育目的は児童の優良な思想、品徳の育成を育み、児童に独立した論理的思考能力を培い、基礎的な計算および国語能力、自然科学の常識を教育することを目的としている。

## 教育課程
国民小学の教育課程の中で主要なものとして、国語、算数、社会、理科、音楽、図工、コンピューター、保健体育、総合などが挙げられ、2002年以降は英語教育も実施されるようになった。なお教師が自由裁量の中で指導教科を決定できる弾性という課程も存在している。